# Grand Prix Formule 1 van Monaco 1977
De Grand Prix Formule 1 van Monaco 1977 werd gehouden op 22 mei 1977 in Monaco.

## Uitslag
| Positie | Nummer | Rijder             | Team               | Ronden | Tijd/Opgave         | Startplaats | Punten |
| ------- | ------ | ------------------ | ------------------ | ------ | ------------------- | ----------- | ------ |
| 1       | 20     | Jody Scheckter     | Wolf-Ford          | 76     | 1:57:52.77          | 2           | 9      |
| 2       | 11     | Niki Lauda         | Ferrari            | 76     | 0.09                | 6           | 6      |
| 3       | 12     | Carlos Reutemann   | Ferrari            | 76     | 32.8                | 3           | 4      |
| 4       | 2      | Jochen Mass        | McLaren-Ford       | 76     | 34.6                | 9           | 3      |
| 5       | 5      | Mario Andretti     | Lotus-Ford         | 76     | 35.55               | 10          | 2      |
| 6       | 17     | Alan Jones         | Shadow-Ford        | 76     | 36.61               | 11          | 1      |
| 7       | 26     | Jacques Laffite    | Ligier-Matra       | 76     | + 1:04.44           | 16          |        |
| 8       | 19     | Vittorio Brambilla | Surtees-Ford       | 76     | + 1:08.64           | 14          |        |
| 9       | 16     | Riccardo Patrese   | Shadow-Ford        | 75     | + 1 Ronde           | 15          |        |
| 10      | 22     | Jacky Ickx         | Ensign-Ford        | 75     | + 1 Ronde           | 17          |        |
| 11      | 34     | Jean-Pierre Jarier | Penske-Ford        | 74     | + 2 Ronden          | 12          |        |
| 12      | 24     | Rupert Keegan      | Hesketh-Ford       | 73     | + 3 Ronden          | 20          |        |
| NF      | 6      | Gunnar Nilsson     | Lotus-Ford         | 51     | Versnellingsbak     | 13          |        |
| NF      | 7      | John Watson        | Brabham-Alfa Romeo | 48     | Versnellingsbak     | 1           |        |
| NF      | 4      | Patrick Depailler  | Tyrrell-Ford       | 46     | Versnellingsbak     | 8           |        |
| NF      | 18     | Hans Binder        | Surtees-Ford       | 41     | Benzinesysteem      | 19          |        |
| NF      | 28     | Emerson Fittipaldi | Fittipaldi-Ford    | 37     | Motor               | 18          |        |
| NF      | 1      | James Hunt         | McLaren-Ford       | 25     | Motor               | 7           |        |
| NF      | 8      | Hans Joachim Stuck | Brabham-Alfa Romeo | 19     | Elektrisch probleem | 5           |        |
| NF      | 3      | Ronnie Peterson    | Tyrrell-Ford       | 10     | Remmen              | 4           |        |
| NQ      | 37     | Arturo Merzario    | March-Ford         |        |                     |             |        |
| NQ      | 33     | Boy Hayje          | March-Ford         |        |                     |             |        |
| NQ      | 25     | Harald Ertl        | Hesketh-Ford       |        |                     |             |        |
| NQ      | 22     | Clay Regazzoni     | Ensign-Ford        |        |                     |             |        |
| NQ      | 9      | Alex Ribeiro       | March-Ford         |        |                     |             |        |
| NQ      | 10     | Ian Scheckter      | March-Ford         |        |                     |             |        |

## Statistieken
| Pole-position | John Watson    | Brabham-Alfa Romeo | 1:29.86 |
| Snelste ronde | Jody Scheckter | Wolf-Ford          | 1:31.07 |

## Noot
- Dit was het debuut van de Italiaanse coureur Riccardo Patrese (toekomstig Grand Prix-winnaar).
- Eerste pole position voor John Watson.

1929 · 1930 · 1931 · 1932 · 1933 · 1934 · 1935 · 1936 · 1937 · 1948 · 1950 · 1955 · 1956 · 1957 · 1958 · 1959 · 1960 · 1961 · 1962 · 1963 · 1964 · 1965 · 1966 · 1967 · 1968 · 1969 · 1970 · 1971 · 1972 · 1973 · 1974 · 1975 · 1976 · 1977 · 1978 · 1979 · 1980 · 1981 · 1982 · 1983 · 1984 · 1985 · 1986 · 1987 · 1988 · 1989 · 1990 · 1991 · 1992 · 1993 · 1994 · 1995 · 1996 · 1997 · 1998 · 1999 · 2000 · 2001 · 2002 · 2003 · 2004 · 2005 · 2006 · 2007 · 2008 · 2009 · 2010 · 2011 · 2012 · 2013 · 2014 · 2015 · 2016 · 2017 · 2018 · 2019 · 2020 · 2021 · 2022 · 2023 · 2024 · 2025